# Nico Buwalda
Nicolaas Reindert Jouwers (Nico) Buwalda (Weesp, 25 juni 1890 – Bussum, 13 juni 1970) was een Nederlands voetballer bij AFC Ajax.

## Biografie
Nico Buwalda was de zoon van Reindert Buwalda en Teuntje Schrijver. Hij trouwde op 23 april 1930 met Antje Mos.
Hij begonnen met voetballen bij Rapiditas Weesp (in 2003 gefuseerd tot FC Weesp) in het begin van de twintigste eeuw. Hij is overgestapt naar AFC Ajax, waar hij als snelle linksbuiten 20 wedstrijden speelde. Samen met ploeggenoot Gé Fortgens werd hij sterspeler van de club, en geselecteerd voor het Nederlands elftal. Hij heeft tweemaal in de basis gestaan van het Nederlands elftal. Aan de vooravond van de Eerste Wereldoorlog speelde hij als enige Ajacied mee in de wedstrijden tegen Duitsland en België in april 1914.
Na de degradatie van Ajax in 1914 verliet hij Ajax voor de voetbalclub Hercules. Pas in het seizoen 1922-1923 keerde hij terug bij Ajax. Hij speelde daar nog acht wedstrijden. Zijn laatste wedstrijd voor de club speelde hij op 27 januari 1923, waarna hij terugkeerde naar zijn oude liefde Rapiditas Weesp. In zijn loopbaan bij Ajax zou hij in totaal drie doelpunten maken.
Een portret van Buwalda hangt nog steeds in de catacomben van de Amsterdam ArenA.

## Statistieken
| Club  | Seizoen | Competitie | Competitie | Beker | Beker | Play-offs | Play-offs | Totaal | Totaal |
| Club  | Seizoen | Wed.       | Dlp.       | Wed.  | Dlp.  | Wed.      | Dlp.      | Wed.   | Dlp.   |
| ----- | ------- | ---------- | ---------- | ----- | ----- | --------- | --------- | ------ | ------ |
| Ajax  | 1913/14 | 18         | 3          | ?     | ?     | 2         | 0         | 20     | 3      |
| Ajax  | 1922/23 | 8          | 0          | -     | -     | -         | -         | 8      | 0      |
| Total | Total   | 26         | 3          | ?     | ?     | 2         | 0         | 28     | 3      |